# Hypnum curvifolium
Hypnum curvifolium är en bladmossart som beskrevs av Hedwig 1801. Hypnum curvifolium ingår i släktet flätmossor, och familjen Hypnaceae. Inga underarter finns listade i Catalogue of Life.